# 卡累利阿 (芬兰历史省份)

卡累利阿历史省份的盾徽，启用于1562年

卡累利阿（芬蘭語：Karjala），是芬兰最东部的历史省份。其西南面为新地和海梅，西边为萨沃，北边为波赫扬马。现在该地区的居民数量大约为31万。此地区的大城市有约恩苏、拉彭兰塔、伊马特拉、列克薩和基泰。
此地区在各种文献的上下文中又称为西卡累利阿、瑞典卡累利阿或芬兰卡累利阿。

## 历史

卡累利阿历史省份的位置，浅色部分位于当今的俄罗斯境内

瑞典和大诺夫哥罗德在1323年签订内特堡和约来划分卡累利阿。瑞典得到卡累利阿地峽直至謝斯特拉河靠芬兰湾一侧的海岸地区，以及现今芬兰南卡累利阿區的大部分。大诺夫哥罗德则得到拉多加湖湖岸地区的整体以及现今芬兰北卡累利阿區。归属于瑞典的卡累利阿地区组成为维堡城堡省。国界线不久也成为了宗教的界限：瑞典一侧的卡累利阿初期流行天主教，后来改信路德宗；而大诺夫哥罗德一侧的居民则改信东正教。
15世纪末期大诺夫哥罗德合并至俄罗斯沙皇国。根据1617年签订的斯托尔博沃和约，瑞典从俄罗斯取得了拉多加卡累利阿和从奥努斯卡累利阿分出来的边界卡累利阿，以及大致后来成为北卡累利阿区的区域。这些地区组成为凯基萨尔米省。大量人口从萨沃地区迁移至该省，导致该地区除了边界卡累利阿之外的信仰东正教的原住民卡累利阿人成为少数。
大北方戰爭后，根据1721年签订的尼斯塔德和約瑞典把边界卡累利阿、拉多加卡累利阿，以及整个卡累利阿地峡及维堡周边地区割让给俄罗斯。此后据1743年的奥布和约，两国边界向西推至屈米河。1808至1809年间的芬蘭戰爭后，俄罗斯从瑞典夺到芬兰。1812年俄罗斯把在1721年及1743年从瑞典获得的地区，即旧芬兰，作为一个新省维堡省合并至芬兰大公国。1864年謝斯特羅列茨克兵工厂地区从芬兰大公国分开到俄罗斯本部。
根据冬季战争后签订的莫斯科和平协定，芬兰在1940年把卡累利阿历史省份的大部分地区割让给苏联。那时候确认的，即现今芬兰和俄罗斯的边界的东南部大致沿着尼斯塔德和約中划定的边界。